# Морська академія в Щецині

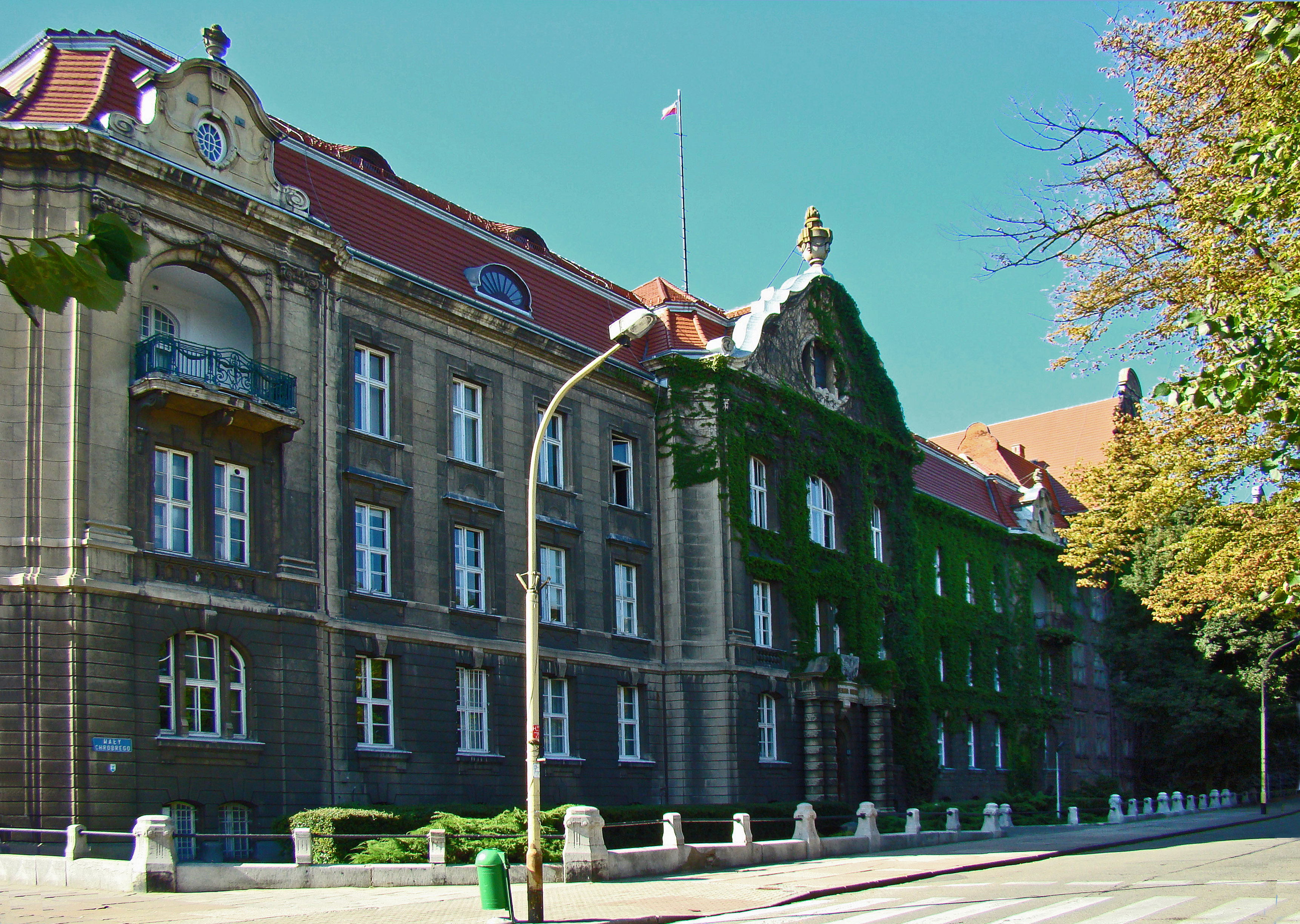
Адміністративний корпус Морської академії в Щецині.

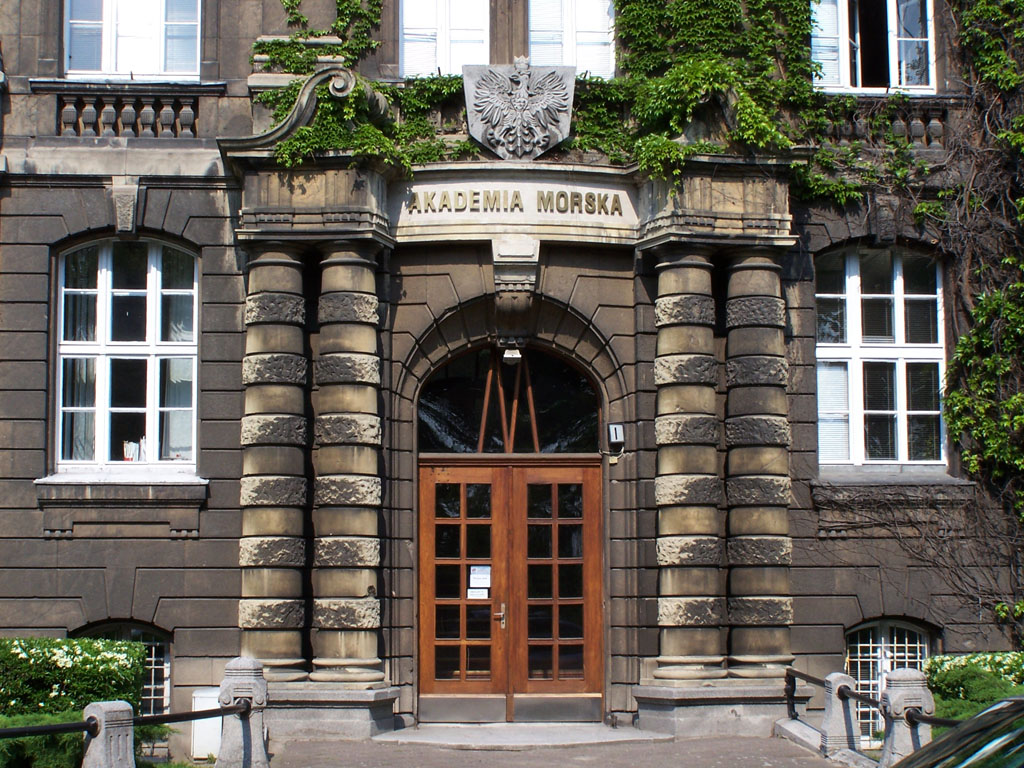
Морська академія (вхід).

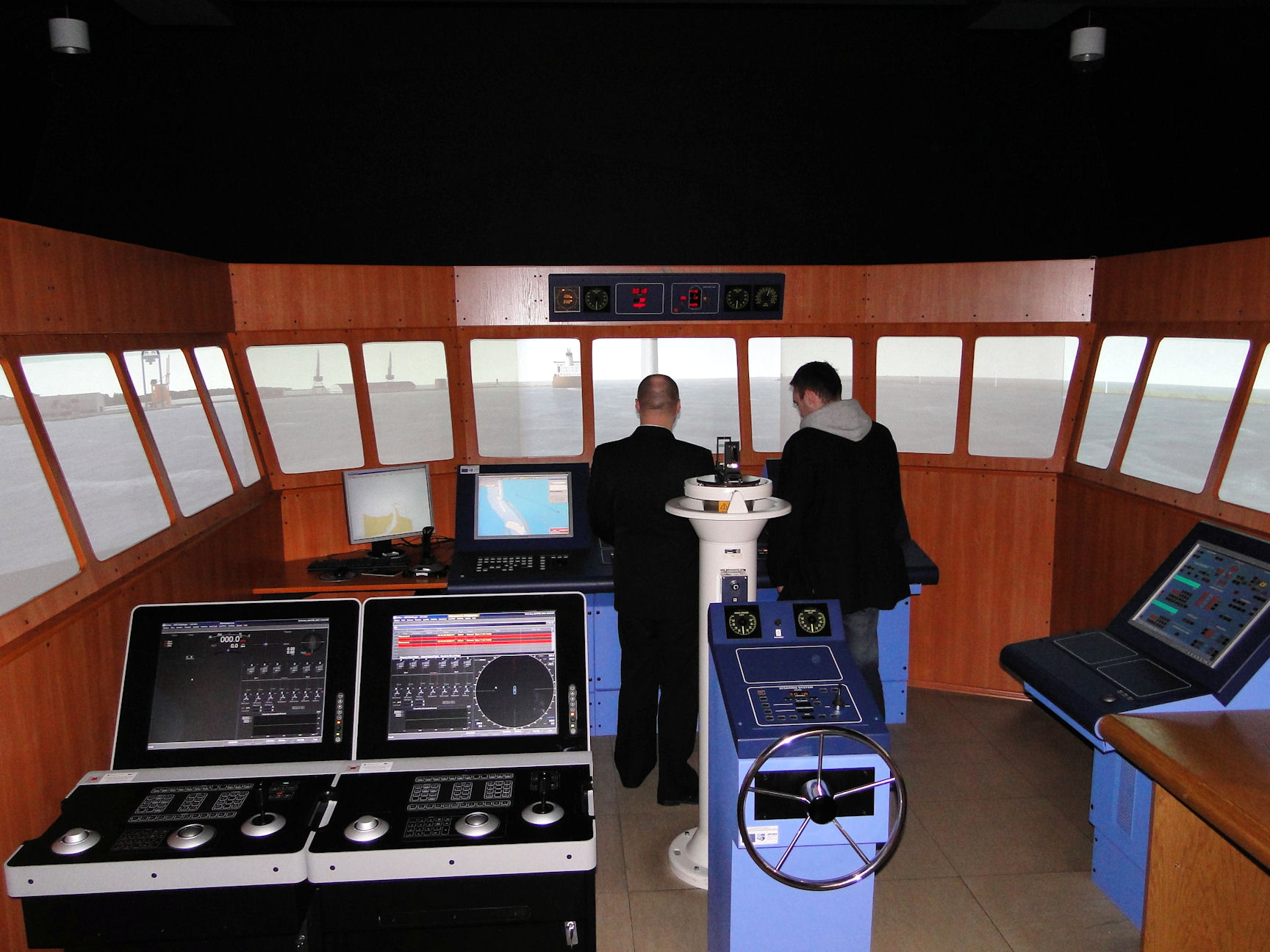
Симулятор капітанського містка.

Морська академія в Щецині (пол. Akademia Morska w Szczecinie) — технічний заклад вищої освіти у польському Щецині, заснований у 1947 році.

## Історія
Заснована 1 січня 1947 року як Державна морська школа. 15 червня 1966 року заклад реорганізовано у Вищу морську школу, до якої приєднано Державну школу морського рибальства. Навчальна програма спочатку передбачала лише 4,5-річне очне навчання. У 1971 році запроваджено три-чотири річне заочне навчання. У 1974 році запроваджено 5-річну магістратуру та інституційну систему. У 1997 році факультет судноплавства отримав право на підготовку за ступенем доктора, а у 2002 році підготовку докторів було запроваджено на факультеті машинобудування.
Третій факультет — інженерно-економічний утворений наказом № 12 Міністра інфраструктури від 20 липня 2002 року. 18 лютого 2004 року прийнятий закон про зміну статусу вищої школи на академію.

## Структура

### Факультети
У складі академії три факультети, які готують фахівців за рядом напрямків:
- Інженерно-економічний факультет транспорту
  - Управління виробництвом та інжиніринг
  - Транспорт
  - Логістика
- Механічний факультет
  - Механіка та машинобудування
  - Мехатроніка
- Навігаційний факультет
  - Навігація
  - Транспорт
  - Геодезія та картографія
  - Інформатика
  - Океанотехніка.

### Міжфакультетські підрозділи
- Мовознавчі студії
- Відділ фізичного виховання та спорту

### Позафакультетні підрозділи
- Відділ підготовки офіцерських кадрів
- Морський навчальний центр порятунку
- Морський навчальний центр (у Свіноуйсьце)
- Морський центр англійської мови
- Навчальний центр балтійського рибного господарства (у Колобжезі)
- Морський навчальний центр (у Колобжезі)

### Загальноуніверситетські та інші підрозділи
- Головна бібліотека
- Центр трансферу морських технологій
- Наукове видавництво
- Науково-навчальний корабель MS Nawigator XXI.

## Європейський навчальний центр СПГ

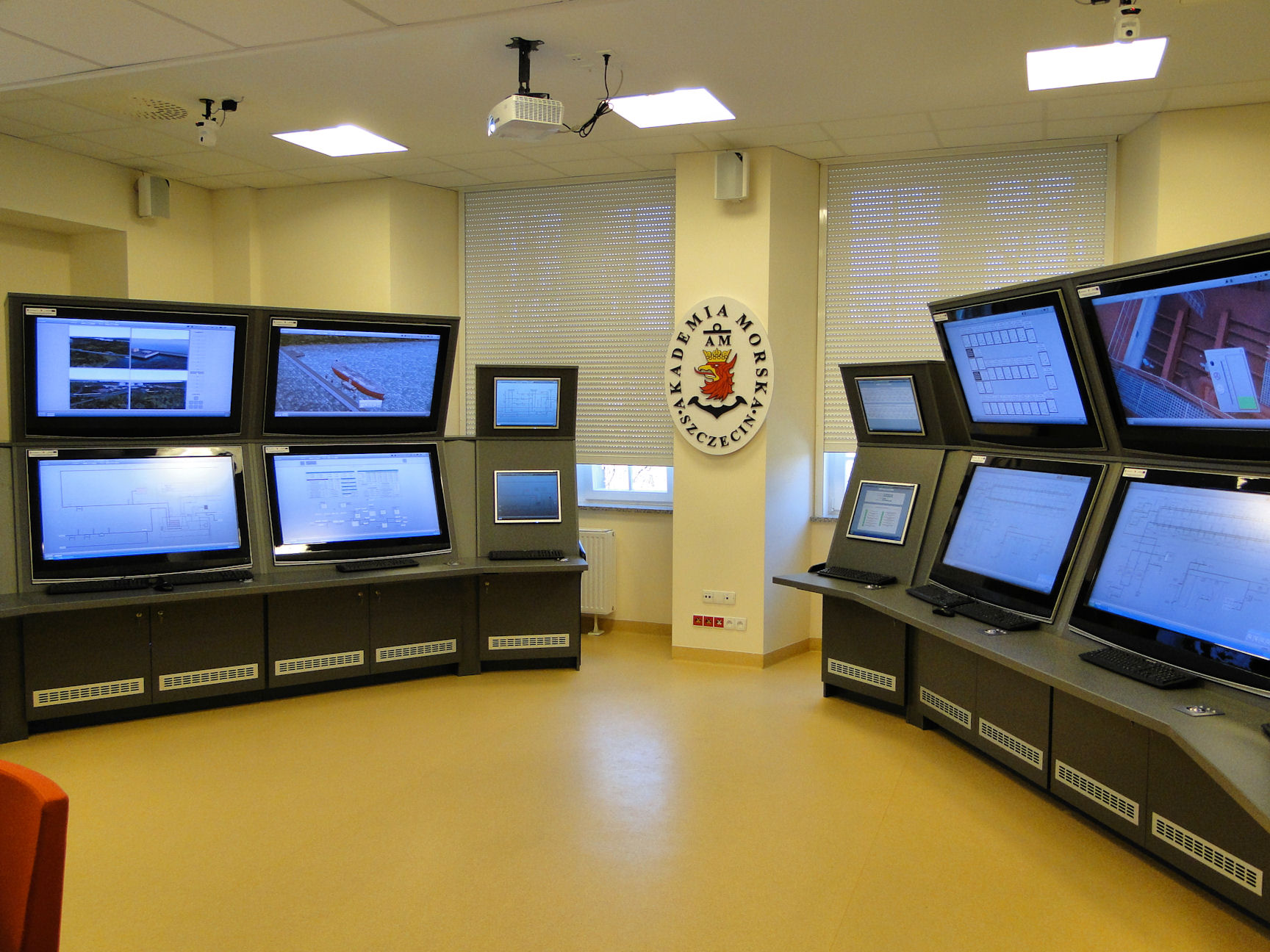
Симулятори СПГ

23 березня 2011 року в головному корпусі Морської академії відбулася урочисте відкриття Європейського навчального центру скрапленого природного газу. Центр є третім подібним центром у Європі та одним із найсучасніших у світі. Створений завдяки співпраці Морської академії Щецина, Гірничо-металургійної академії імені Станіслава Сташиця у Кракові та компанії «Polskie LNG SA», здійснює широку навчальну діяльність як для студентів Морського університету, так і для осіб, зайнятих у секторі СПГ. Очікується, що значний відсоток студентів становитимуть іноземці.